# Третье место

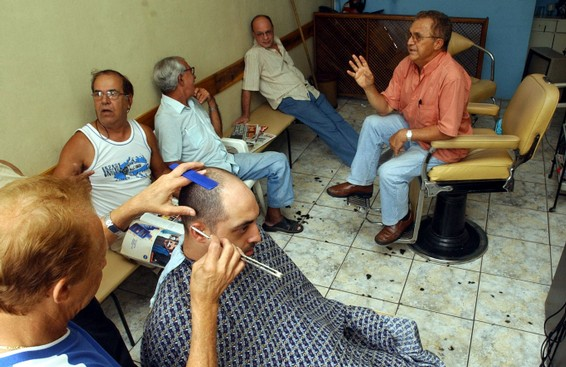

Третье место (англ. the third place) — часть городского пространства, которая не связана с домом («первое место») или с работой («второе место»). Примером такого места может стать кафе, клуб, парк, библиотека и т. д. Концепция «третьего места» впервые была изложена в книге американского социолога Рэя Ольденбурга «Третье Место». Согласно Ольденбургу, третье место играет важную роль в развитии гражданского общества и демократии.

## Концепция Ольденбурга
Ольденбург называет «первым местом» дом — место, где человек живёт. «Второе место» — это рабочее место, где люди на самом деле проводят большую часть своего времени. Третье место — это якорь в жизни общества, который способствует и содействует творческому взаимодействию людей. Дом, работа, школа, институт — первое и второе место — считаются приоритетными в жизни индивида. Третьим же местам чаще отводится развлекательная, рекреационная роль. Тем не менее, Ольденбург считает, что «третьи места» выполняют важные социальные, экономические и политические функции.

## Черты третьего места
Чёткого понимания, что именно представляет собой пространство, которое можно назвать «третьим местом», и какими особенностями оно обладает, на сегодняшний момент не существует. В своих работах Рей Ольденбург и другие специалисты, развивающие идею «третьего места», описывают как материальные (дизайн, функциональность, наличие персонала и т. д.), так и нематериальные (психологическая атмосфера, взаимодействие персонала с гостями и т. д.) составляющие.
В книге «Третье Место» названы восемь основных, универсальных характеристик:
Нейтральное пространство
Третье место — это своеобразная нейтральная территория, пространство, куда люди могут приходить когда угодно и находиться там сколько угодно времени в зависимости от их желания. Посещение таких мест является добровольным и свободным и не зависит от экономических, политических, социальных или каких-либо иных факторов.
«Уравнивающее» пространство
Для посетителей третьего места социальный или экономический статус друг друга не имеет значения. Такое место доступно для разной публики и не устанавливает формальных критериев членства. Отсутствие социо-демографических, финансовых или каких-либо других ограничений доступа способствует духу сообщества. В третьих местах ценятся личностные качества, а не жизненный успех.
Беседа — основная деятельность
Основная цель, которую преследуют посетители третьих мест — удовлетворить потребность в неформальном общении. Именно здесь они могут свободно и непринужденно беседовать, делиться новостями и обмениваться мнениями. Характер беседы, как правило, доброжелательный, не враждебный. В третьих местах интуитивно соблюдаются основные правила разговора (хранить молчание определённое время; говорить то, что думаешь, но стараться не обидеть чувства собеседника; избегать тем, не представляющих общего интереса; стараться говорить не о себе, а о других собравшихся; избегать поучений; говорить тихо, но так чтобы другие могли услышать).
Доступность и размещение
Третье место находится близко, в шаговой доступности от дома или работы. Находясь в таком месте, человек чувствует себя комфортно. Сюда можно прийти в любое время и встретить знакомых. Любой гость здесь считается желанным, а другие посетители относятся к нему доброжелательно. Так как формальные социальные институты (дом, работа, школа) занимают основное время индивида, третьи места должны быть доступны (то есть открыты) и в рабочее, и в нерабочее время.
Завсегдатаи
У третьих мест есть свои постоянные клиенты. Именно они создают особенную атмосферу конкретного места, придают ему характер. Завсегдатаи чувствуют здесь себя как дома, а их одобрение новых лиц является решающим. В сообществе завсегдатаев существуют свои правила и традиции, например особое приветствие, которым встречают вновь пришедшего.
Неприметность
Третьи места нельзя назвать модными. В основном они выглядят просто и невзрачно. Домашний уют и скромность — то, что отличает третье место. Видимость, окружающая посетителей, не должна затмевать их личности. Благодаря тому, что в третьем месте отсутствуют пафос и претенциозность, люди не начинают себя контролировать, чувствуют себя свободно и раскрепощенно.
Настроение — игривое
Постоянное настроение третьего места — игривое. На место царящих за пределами третьего места враждебности, тревоги и отчужденности приходят радость и одобрение.
Дом вдали от дома
По атмосфере и степени психологического комфорта третье место похоже на первое — дом. Оно предоставляет посетителям близкое по духу окружение, проводя время здесь человек обретает душевное спокойствие.
Перечисленные выше характеристики являются универсальными, они присущи любому третьему месту.
В работах разных социологов отмечаются также такие распространенные черты как:
- бесплатное или не очень дорогое;
- наличие еды и напитков;
- место, где можно найти новых и встретить старых друзей.

## Типы третьих мест

### Реальное третье место
В книге «Третье Место» Рэй Ольденбург описывает и анализирует немецко-американские пивные сады, мейн-стрит (англ. main street — главная улица), английский паб, французское кафе, американскую таверну и классические кофейни. Однако это не исчерпывающий список. Третьим местом могут быть не только кафе, кофейни, бары, пабы, рестораны и таверны, но и общественные культурные центры, рынки, торгово-развлекательные центры, парикмахерские, салоны красоты, общественные бассейны, фитнес-залы, кинотеатры, церкви, библиотеки, парки и зоны отдыха на открытом воздухе, дворы. Третьим местом может стать и событие, например, вечеринка, пикник, барбекю, городские собрания и т. д.
Концепция «третьего места» быстро набрала популярность среди представителей малого и среднего бизнеса. Так стали появляться многочисленные кофейни и так называемые «открытые пространства» — организованные как коммерческими, так и некоммерческими предприятиями территории для общения и самовыражения. Впервые эту концепцию использовала американская компания Starbucks — сеть кофеен, которая привлекала посетителей не столько кофе, сколько атмосферой и возможностью пообщаться как с друзьями, так и с незнакомыми людьми.
Для многих людей третьим местом становится церковная община, на базе которой организуются кружки и группы по интересам.

### Виртуальное третье место
Интернет предоставляет большие возможности для общения. Развитие социальных сетей и онлайн видео-игр способствует появлению и распространению виртуальных интернет-сообществ, которые по своим характеристикам претендуют на звание виртуальных третьих мест.
Характерная особенность третьего места, которая в большой степени проявляется и у интернет-сообществ — уравнивающий аспект. Возможность «скрыть» свою личность за персонажем видео-игры или за аватаром чата позволяет общаться на равных со всеми членами сообщества. Таким образом, коммуникация проходит легче, чем в реальном мире, человек чувствует себя более спокойно, раскрепощенно и комфортно.
Статус «завсегдатая» в интернет-сообществе также актуален. Существует ряд признаков, по которым можно вычислить завсегдатая: на многих форумах или в онлайн играх профайлы давних пользователей отмечены специальными знаками. Как и в реальном третьем месте в виртуальном мире новички ориентируются на «старожилов». Любой новичок может стать завсегдатаем, что способствует появлению объединяющего всех участников чувства сообщества.

## Политическая роль
Примером третьих мест — площадок, объединяющих людей схожих политических взглядов, могут стать американские таверны времен войны за независимость (1775—1783). Именно там зарождались революционные идеи, там же обсуждались дальнейшие планы действий и переустройство послереволюционного общества.
Ход Великой французской революции также обсуждался в кафе. В самом старом ресторане Парижа Le Procope проходили встречи кордильеров. Здесь часто бывали Робеспьер, Марат и Дантон. Здесь же впервые люди увидели символ свободы и революции — фригийский колпак.

## Третье место в России
За последние годы в России стали набирать популярность такие третьи места, как коворкинг и антикафе.

### Коворкинг
Коворкинг (coworking space) — специальное рабочее пространство, которое не является ни офисом, ни домом. Коворкинг может быть большим пространством open-space или быть разделенным на отдельные кабинеты, в любом случае, это удобное место для работы, где можно найти все необходимое: столы, стулья, компьютеры, принтер, доступ в интернет и т. д. Для комфорта посетителей в коворкингах, как правило, предусмотрены зоны отдыха и кафе или кухни.
Особой популярностью коворкинги пользуются среди фрилансеров, людей, которые особенно страдают от изоляции во время рабочего процесса и отсутствия коллектива. В коворкинге же возникает деловая, рабочая атмосфера, способствующая креативному мышлению и повышению качества работы.

### Антикафе
Антикафе — пространство, в котором оплате подлежит не полученная услуга (или услуги), а время, проведённое внутри. От обычного кафе антикафе отличается большей степенью свободы: посетители могут прийти со своей едой и напитками и самостоятельно приготовить себе угощение. В большинстве случаев в антикафе приходят компаниями, чтобы отдохнуть и пообщаться. Часто в подобных пространствах организуются различные мероприятия, небольшие конференции, показы фильмов.